# Mitteldeutsche Regiobahn

Oude logo van de LausitzBahn

Oude logo van de Mitteldeutsche Regiobahn

De Mitteldeutsche Regiobahn (MRB) is een merknaam van de spoorwegondernemingen Transdev Regio Ost GmbH en Transdev Mitteldeutschland GmbH (in opdracht van de Bayerische Oberlandbahn). Beide bedrijven zijn dochterondernemingen van Transdev GmbH, tot november 2008 Connex Sachsen en daarna tot 15 maart 2015 Veolia Verkehr Regio Ost geheten.

## Geschiedenis
In 2001 werd nog onder de naam Connex de dochteronderneming Lausitzbahn opgericht, welke de aanbesteding voor het gesubsidieerde regionale verkeer op de lijn Zittau - Görlitz - Cottbus evenals een deel van de lijn Zittau - Görlitz - Dresden - Leipzig gewonnen (start: 15 december 2002). In juli 2005 veranderde Connex de naam van de moedermaatschappij in Connex Sachsen GmbH met het hoofdkantoor in Görlitz.
Van december 2004 tot en met december 2008 exploiteerde Connex Sachsen de eigen commerciële Lausitz-Express tussen Leipzig Hbf en Görlitz.
In een nieuwe aanbesteding verloor Connex beide verbindingen per december 2008 aan de Ostdeutsche Eisenbahngesellschaft (ODEG).
In kader van een nieuwe aanbesteding van het regionale netwerk in de regio Leipzig kreeg het toenmalige Veolia Verkehr een aantal verbindingen, dat voorheen door DB Regio Südost werden geëxploiteerd. Bij de nieuwe dienstregeling in december 2008 ging Veolia Verkehr van start op de lijn van Halle (Saale) naar Eilenburg, in december 2009 volgde nog zes verdere lijnen. De lijnen werden aanbesteed voor twee jaar. Met de opening van de City-Tunnel in Leipzig volgde een nieuwe aanbesteding. In tegenstelling tot de Deutsche Bahn werd door Veolia Verkehr de garantie overgenomen, dat in iedere trein een conducteur aanwezig is.
Met de overname van de exploitatie op de spoorlijn Halle - Eilenburg verdeelde het toenmalige verkeersonderneming Veolia Verkehr zijn merken in het regionale spoorverkeer in het oosten op nieuw. In de nieuw opgerichte Mitteldeutsche Regiobahn werd de lijn Leipzig - Geithain geïntegreerd, die voorheen onder de naam HarzElbeExpress (HEX) geëxploiteerd werd. Connex Sachsen GmbH, moedermaatschappij van de nieuwe dochteronderneming Mitteldeutsche Regiobahn, veranderde van naam naar Veolia Verkehr Regio Ost GmbH. De naam Lausitzbahn verdween compleet door een verloren aanbesteding.
Sinds 16 maart 2015 heet de onderneming Transdev GmbH en ook alle dochterondernemingen met de naam Veolia werden hernoemd.
Transdev Regio Ost GmbH won in 2015 het contract voor de lijn van Chemnitz naar Leipzig voor 8 jaar met een mogelijkheid om het twee jaar te verlengen. Op de spoorlijn worden diesellocomotieven van het type ER20 met rijtuigen van de voormalige Deutsche Reichsbahn ingezet, die voorheen bij de Nord-Ostsee-Bahn reden.
Op 8 juni 2015 won de Bayerische Oberlandbahn (BOB), een zustermaatschappij van Transdev Regio Ost binnen de Transdev-groep, de concessie van het E-Netz Mittelsachsen tussen juni 2016 en december 2030. De exploitatie is BOB gegeven aan Transdev Mitteldeutschland GmbH die ook onder de naam Mitteldeutsche Regiobahn rijdt. 29 treinstellen van het type Coradia Continental werd door de concessieverlener aangeschaft en aan de vervoerder ter beschikking gesteld.
Op 1 februari 2016 maakte men bekend, dat Transdev Regio Ost de aanbesteding van de lijn RB 110 Leipzig - Döbeln gewonnen had.

## Lijnennet

### Actuele lijnen
Onder de naam Mitteldeutsche Regiobahn worden sinds de tweede helft van 2015 de volgende lijnen geëxploiteerd. Transdev Mitteldeutschland exploiteert in opdracht van de Bayerische Oberlandbahn.
| Lijn   | Lengte | Route                                       | Looptijd                      | Vervoerder                      |
| ------ | ------ | ------------------------------------------- | ----------------------------- | ------------------------------- |
| RE 3   | 223 km | Dresden – Chemnitz – Zwickau – Plauen – Hof | juni 2016 – december 2030     | Transdev Mitteldeutschland GmbH |
| RE 6   | 81 km  | Leipzig – Bad Lausick – Geithain – Chemnitz | december 2015 - december 2023 | Trandev Regio Ost GmbH          |
| RB 30  | 127 km | Dresden – Freiberg – Chemnitz – Zwickau     | juni 2016 – december 2030     | Transdev Mitteldeutschland GmbH |
| RB 45  | 87 km  | Chemnitz – Döbeln – Riesa – Elsterwerda     | juni 2016 – december 2030     | Transdev Mitteldeutschland GmbH |
| RB 110 | 66 km  | Leipzig – Grimma – Döbeln                   | juni 2016 – december 2025     | Transdev Regio Ost GmbH         |

### Voormalige lijnen
| Lijn      | Route                                   | Looptijd                      |
| --------- | --------------------------------------- | ----------------------------- |
| RE 5      | Leipzig – Leipzig/Halle Flughafen       | december 2009 – april 2011    |
| RE 70     | Leipzig – Borna (b. Leipzig) – Geithain | december 2009 – juni 2011     |
| RB 65     | Cottbus – Görlitz – Zittau              | december 2002 – december 2008 |
| S 2 RE 70 | Leipzig – Brona (b. Leipzig) – Geithain | december 2009 – december 2013 |
| S 11      | Leipzig – Wurzen – Oschatz              | december 2009 – december 2013 |
| RB 54     | Leipzig – Delitzsch – Bitterfeld        | december 2009 – december 2013 |
| RB 115    | Leipzig – Eilenburg – Torgau            | december 2009 – december 2013 |
| RB 118    | Halle (Saale) – Delitzsch – Eilenburg   | december 2008 – december 2015 |
| RB 113    | Leipzig – Bad Lausick – Geithain        | december 2008 – december 2016 |

## Klantencentra

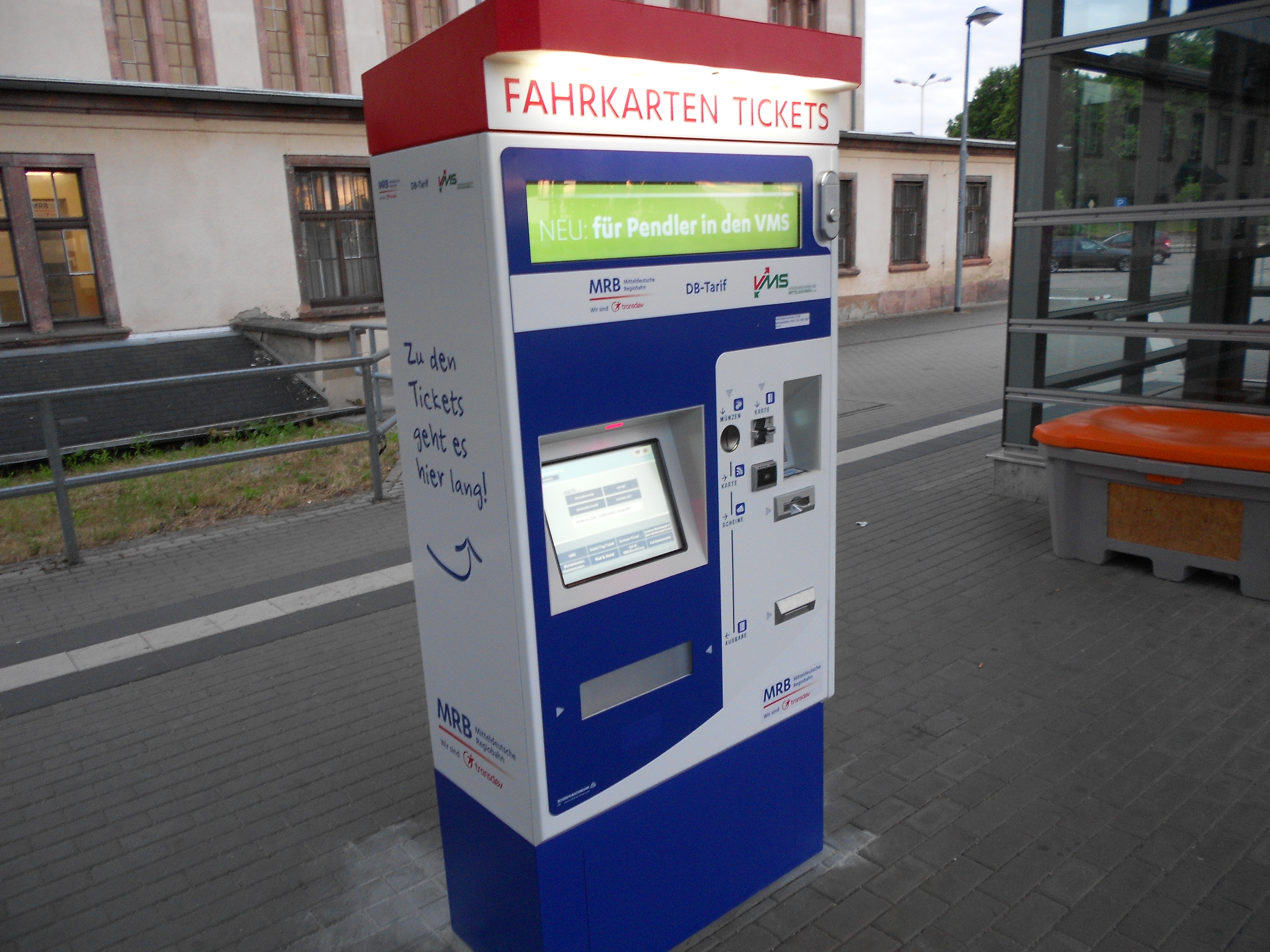
Kaartautomaat van de MRB in station Glauchau (2016)

Sinds 12 juni 2016 exploiteert de Transdev-groep onder de naam Mitteldeutsche Regiobahn op de stations Chemnitz Hauptbahnhof, Flöha, Glauchau en Zwickau Hauptbahnhof (januari 2017). Daarnaast heeft MRB nog een aantal partneragentschappen in Auerbach, Burgstädt, Döbeln, Grimma, Hohenstein-Ernstthal, Mittweida en Plauen.

## Materieel
De lijnen van de concessie Elektronetz Mittelsachsen die door Transdev Mitteldeutschland wordt bediend (in opdracht van Bayerische Oberlandbahn), worden met treinstellen van het type Alstom Coradia Continental bediend. Deze treinstellen zijn door de concessieverlener (Verkehrsverbund Mittelsachsen) aangeschaft.
Op de lijn RE 6 worden UIC-Z-Coupérijtuigen met als stuurstandrijtuig een Halberstädter Mitteleinstiegswagen van de voormalige Deutsche Reichsbahn ingezet. De treinen worden getrokken met locomotieven van het type Siemens ER20. Op de lijn RB 110 rijden dieseltreinstellen van het type Bombardier Talent en Regio-Shuttle RS1. Tot december 2013 werden er ook Desiro-treinstellen ingezet. Afhankelijk van de vraag worden er twee of drie gekoppelde treinstellen ingezet.
Voor kritiek zorgde dat tot 2013 geen elektrische treinstellen ingezet werden, terwijl de lijnen rond Leipzig allang geëlektrificeerd waren. De eigenaar van de treinen (ZVNL) vond het nog niet relevant om elektrische treinen aan te schaffen.

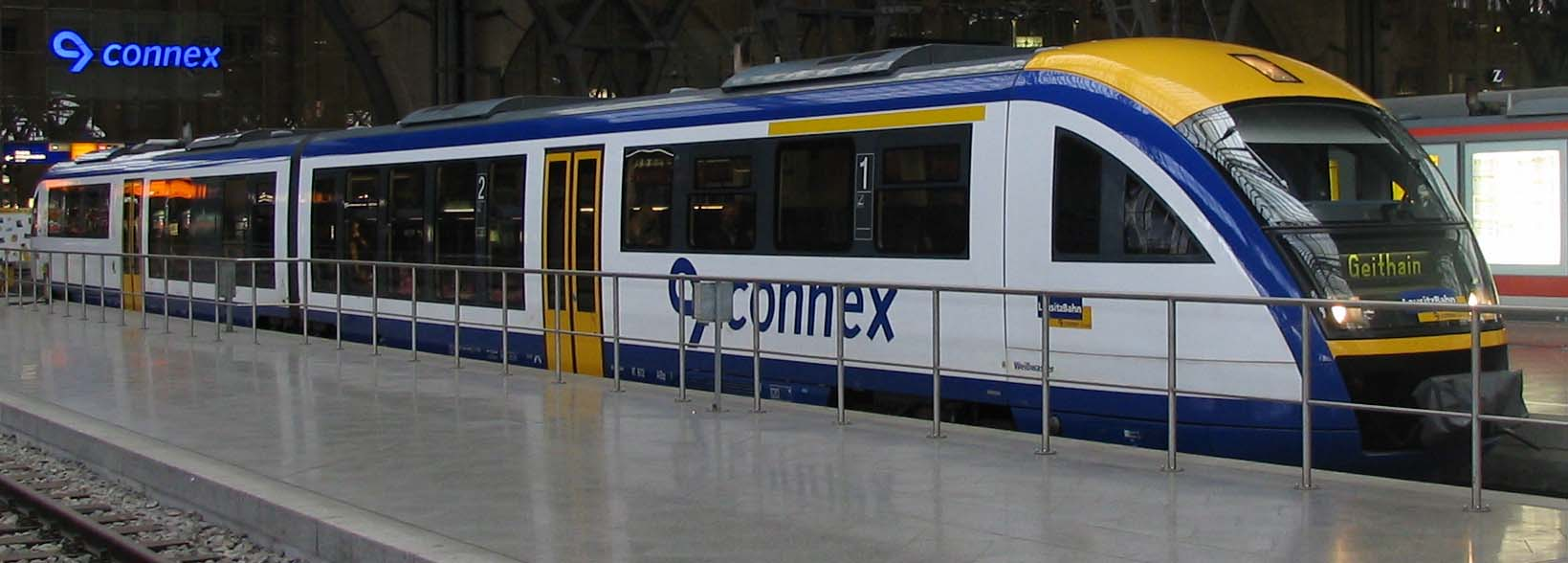
Desiro van toen nog Lausitzbahn (Connex) in Leipzig Hbf (2005)
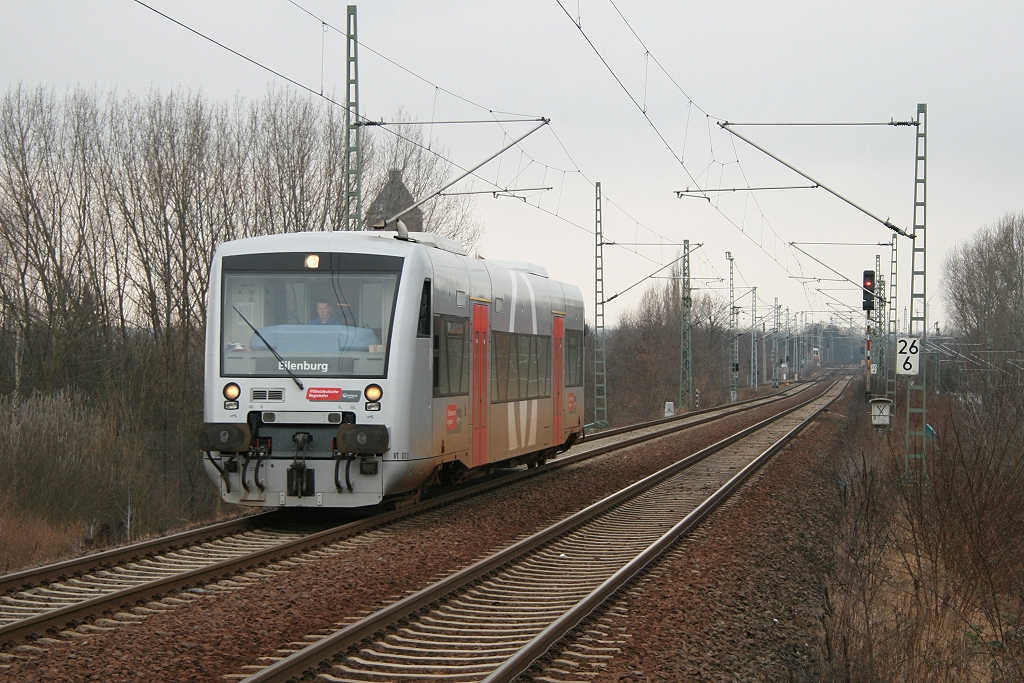
Regio-Shuttle bij Delitzsch (2009)
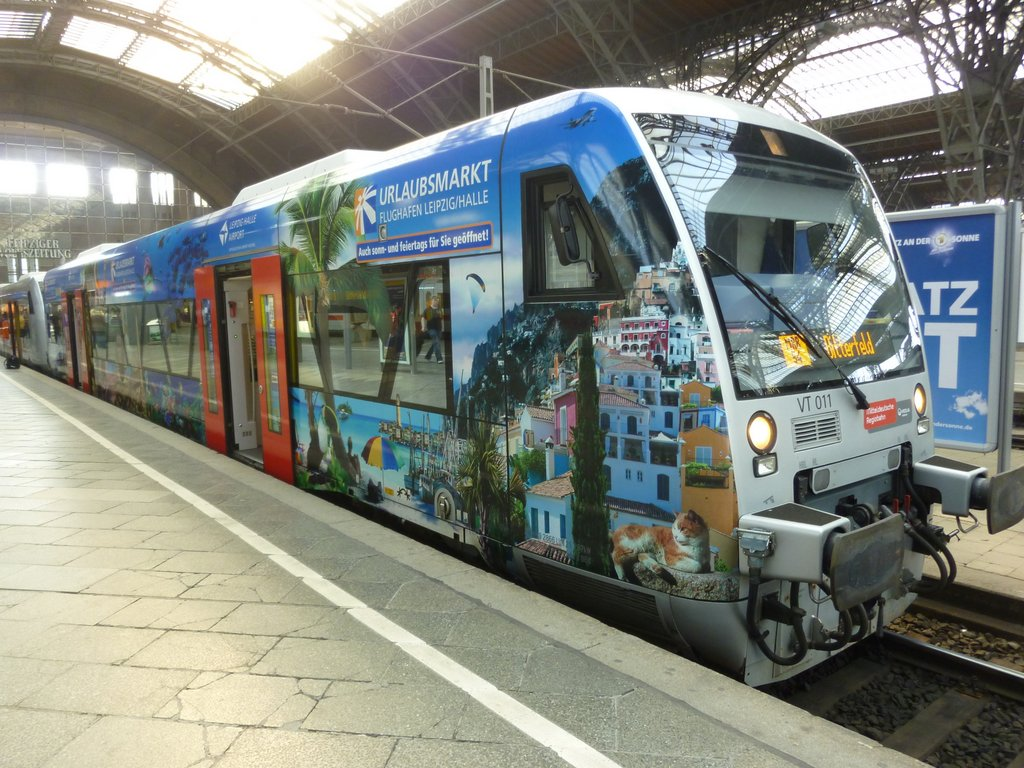
Regio-Shuttle met reclame voor de vakantiemarkt op Leipzig Hbf (2012)
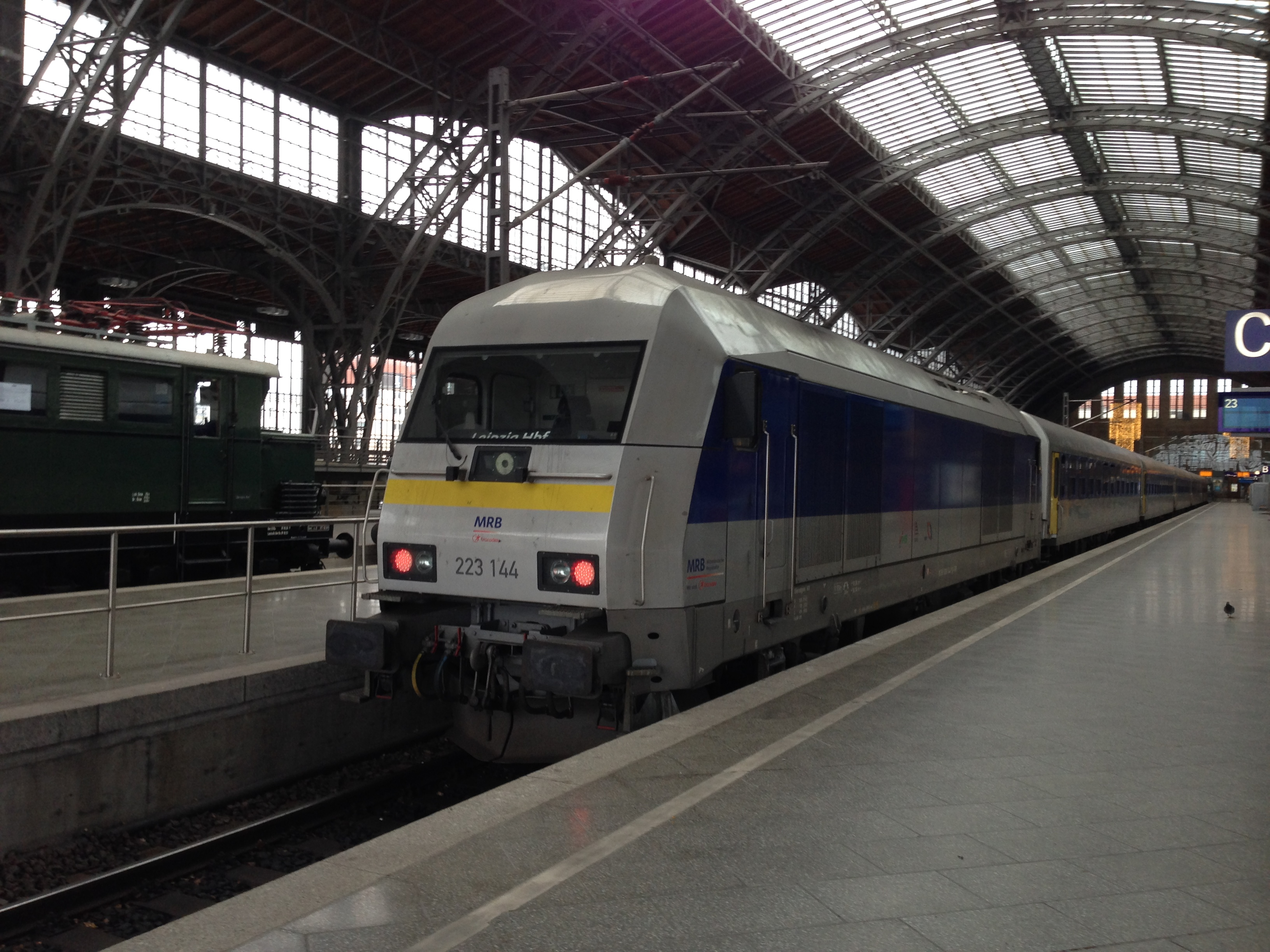
Siemens ER20 Nr. 223 144 met rijtuigen van de Nord-Ostsee-Bahn in Leipzig Hbf uit Chemnitz (2016)
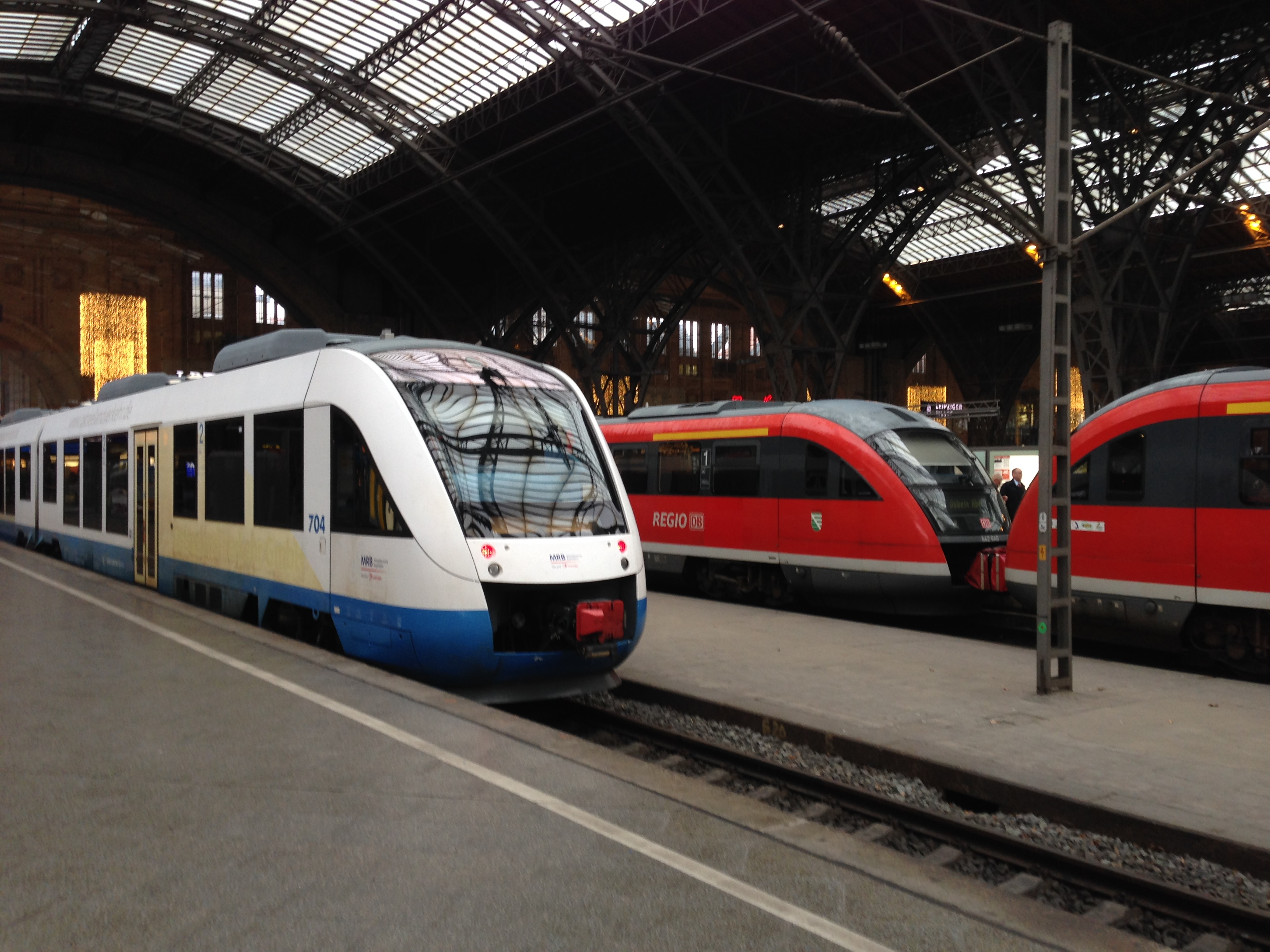
LINT 41 als MRB113 naar Geithain in Leipzig Hbf (2016)
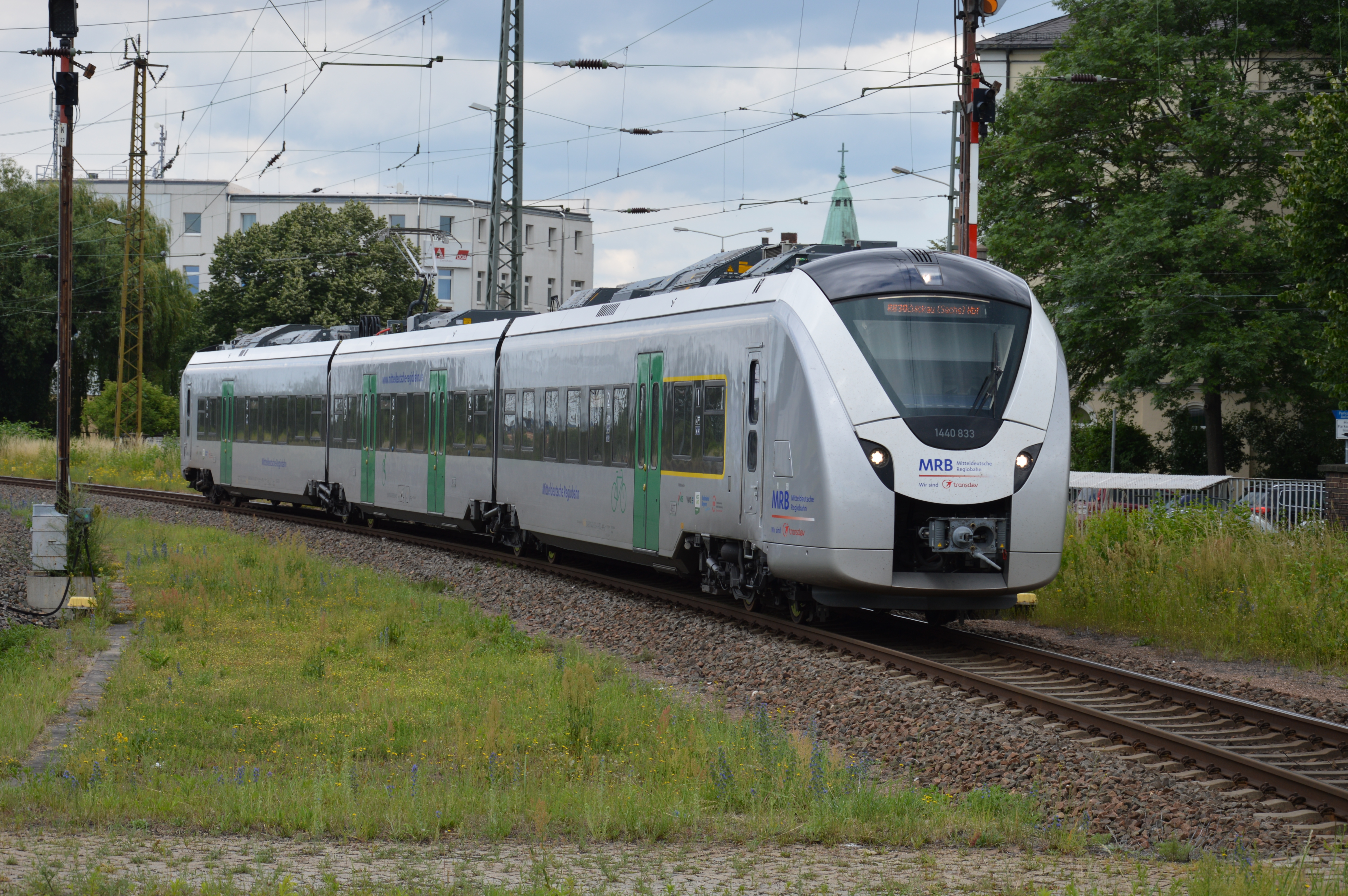
Alstom Coradia Continental in Zwickau (2016)
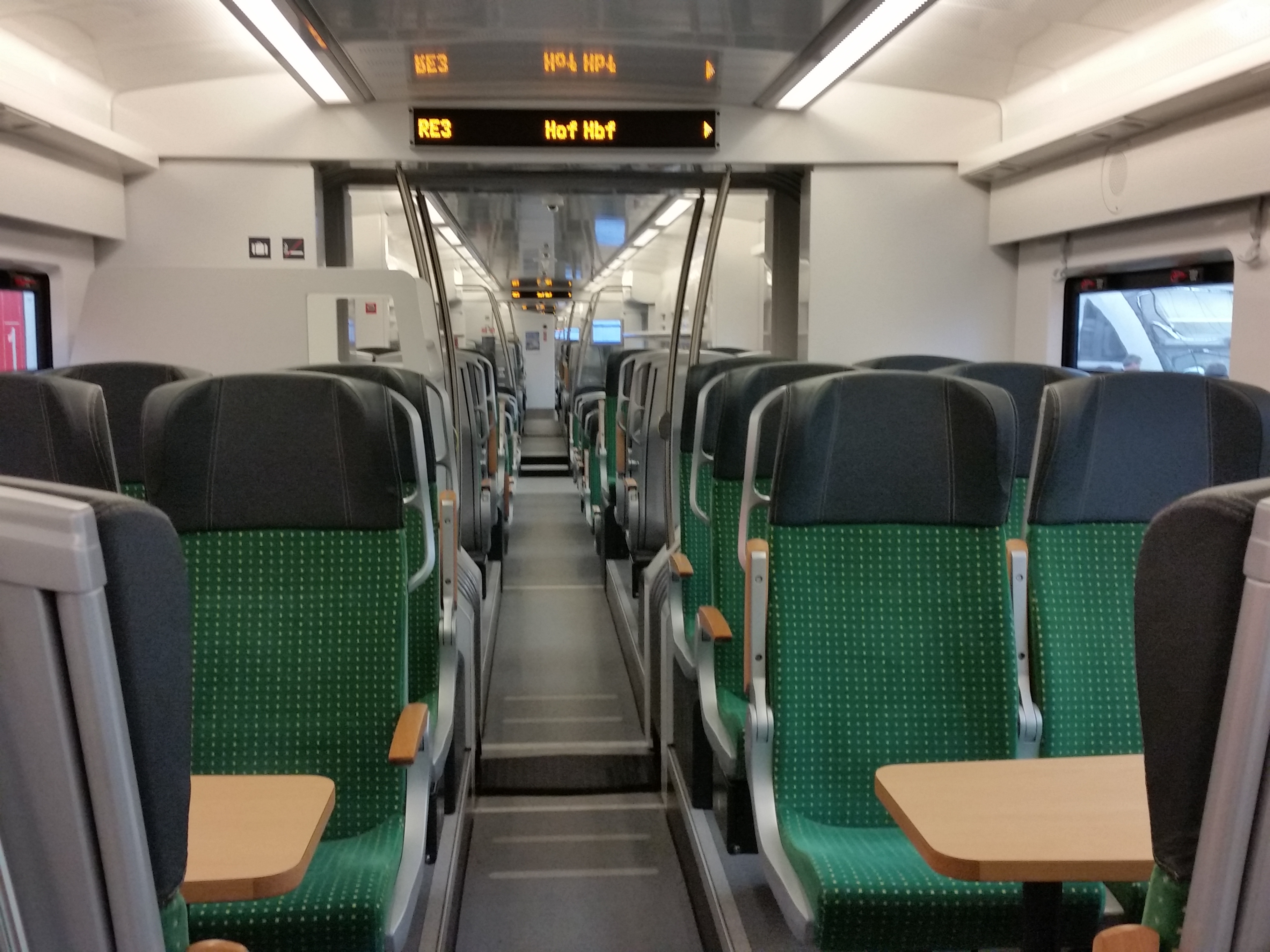
Interieur van een Continental-treinstel (2016)